# F-15,063
F-15,063 je oralno aktivni potencijalni antipsihotik, i antagonist na D2/D3 receptorima, parcijalni agonist na D4 receptoru i agonist na  5-HT1A receptorima. Ima veću efikasnost na 5-HT1A receptorima od drugih antipsihotika, kao što su klozapin, aripiprazol i ziprasidon. Ova veća efikasnost može dovesti do poboljšanih antipsihotičkih svojstava, pošto su antipsihotici koji nemaju afinitet za 5-HT1A povezani sa povećanim rizikom od ekstrapiramidnih simptoma i nedostatkom aktivnosti protiv negativnih simptoma šizofrenije.
Kako ekspresija neposredno ranog gena (IEG) u određenim regionima mozga može predstavljati markere antipsihotičke aktivnosti, merena je ekspresija mRNK neposredno ranog gena u prefrontalnom korteksu i strijatumu. Tretman sa F-15,063 je rezultirao indukcijom ekspresije c-fos i fosB mRNK u prefrontalnom korteksu. U strijatumu, tretman sa F-15,063 je rezultirao indukcijom svih proučavanih IEG (c-fos, fosB, zif268, c-jun, junB, nor1, nur77, arc).